# Mesochorus luteocinctus
Mesochorus luteocinctus är en stekelart som beskrevs av Dasch 1974. Mesochorus luteocinctus ingår i släktet Mesochorus och familjen brokparasitsteklar. Inga underarter finns listade i Catalogue of Life.